# Qilaotu Shan
Qilaotu Shan är en bergskedja i Kina. Den ligger i den nordöstra delen av landet, 210 km nordost om huvudstaden Peking.